# 火國
火國，亦作肥國，是日本在設置令制國以前九州岛上的一個地区，其范围可能在現在的長崎縣、佐賀縣、熊本縣一帶。
該地區原本火山眾多，且當地附近海域上經常有神秘的火光出現（即所謂的「不知火」），故被景行天皇命名為「火之國」。後由於在日本語中「火」和「肥」同音的緣故，轉訛為「肥之國」，又稱「肥州」。
根據《古事記》產國部分的相關神話記載，在伊邪那岐和伊邪那美產下隱伎之三子島之後，隨後產下了筑紫島（九州島）。此島有胴體一個，顏面四個，分別為白日別（筑紫國）、豐日別（豐國）、建日向日豐久士比泥別（肥國）和建日別（熊曾國）。
古代當地的國造勢力除去火國造还有阿蘇國造、葦北國造、末羅國造、葛津國造、筑志米多國造等。在528年，筑紫國造磐井曾將火國置於自己統治之下，並舉兵反抗大和王權統治。然而最終被繼體天皇發兵鎮壓。7世紀末，日本從中國引入律令制之後，火國被分為肥前國、肥後國兩個令制國。兩國統稱肥州或二肥。